# Macomb megye
Macomb megye az Amerikai Egyesült Államokban, azon belül Michigan államban található. Megyeszékhelye Mount Clemens, legnagyobb városa Warren. Lakosainak száma 881 217 fő (2020. április 1.). Macomb megye St. Clair, Lambton County, Lapeer, Oakland és Wayne megyékkel határos.

## Népesség
A megye népességének változása:
| Lakosok száma | 841 184 | 842 887 | 847 710 | 854 769 | 864 840 | 881 217 |
|               | 2010    | 2011    | 2012    | 2013    | 2015    | 2020    |